# 里根罗特
里根罗特是德国莱茵兰-普法尔茨州的一个市镇。总面积3.14平方公里，总人口206人，其中男性103人，女性103人（2011年12月31日），人口密度66人/平方公里。